# Bildchen (Noordrijn-Westfalen)
Bildchen is een buurtschap van het tot de gemeente Aken behorende stadsdeel Preuswald.

## Geschiedenis
Bildchen behoorde begin 20e eeuw tot het Duitse Preußisch Moresnet maar kwam in 1920, ingevolge het Verdrag van Versailles, aan België, en wel aan de gemeente Moresnet. Zo verloor Duitsland ook het Station Herbesthal, en ter compensatie herkreeg Duitsland in 1922 het plaatsje Bildchen en daarbij 110 ha bos.
Na de Tweede Wereldoorlog claimde België opnieuw Duits gebied, waaronder Monschau en Roetgen. Dit vond echter, mede onder invloed van de zich toen ontwikkelende Koude Oorlog, geen doorgang, en slechts een klein aantal gebieden, waaronder Bildchen, werd Belgisch. De paar onsamenhangende gebiedjes die nu onder Belgisch bestuur kwamen werden bestuurd vanuit Bildchen, en kregen de spotnaam Bollenië, naar luitenant-generaal Bolle, die deze gebiedjes bestuurde.
Tot een normaal bestuur kwam het echter niet. De verbeterde Belgisch-Duitse betrekkingen leidden ertoe dat in 1956 een verdrag werd ondertekend dat in teruggaaf voorzag. Dit geschiedde uiteindelijk in 1958, waarmee Bildchen weer Duits werd.

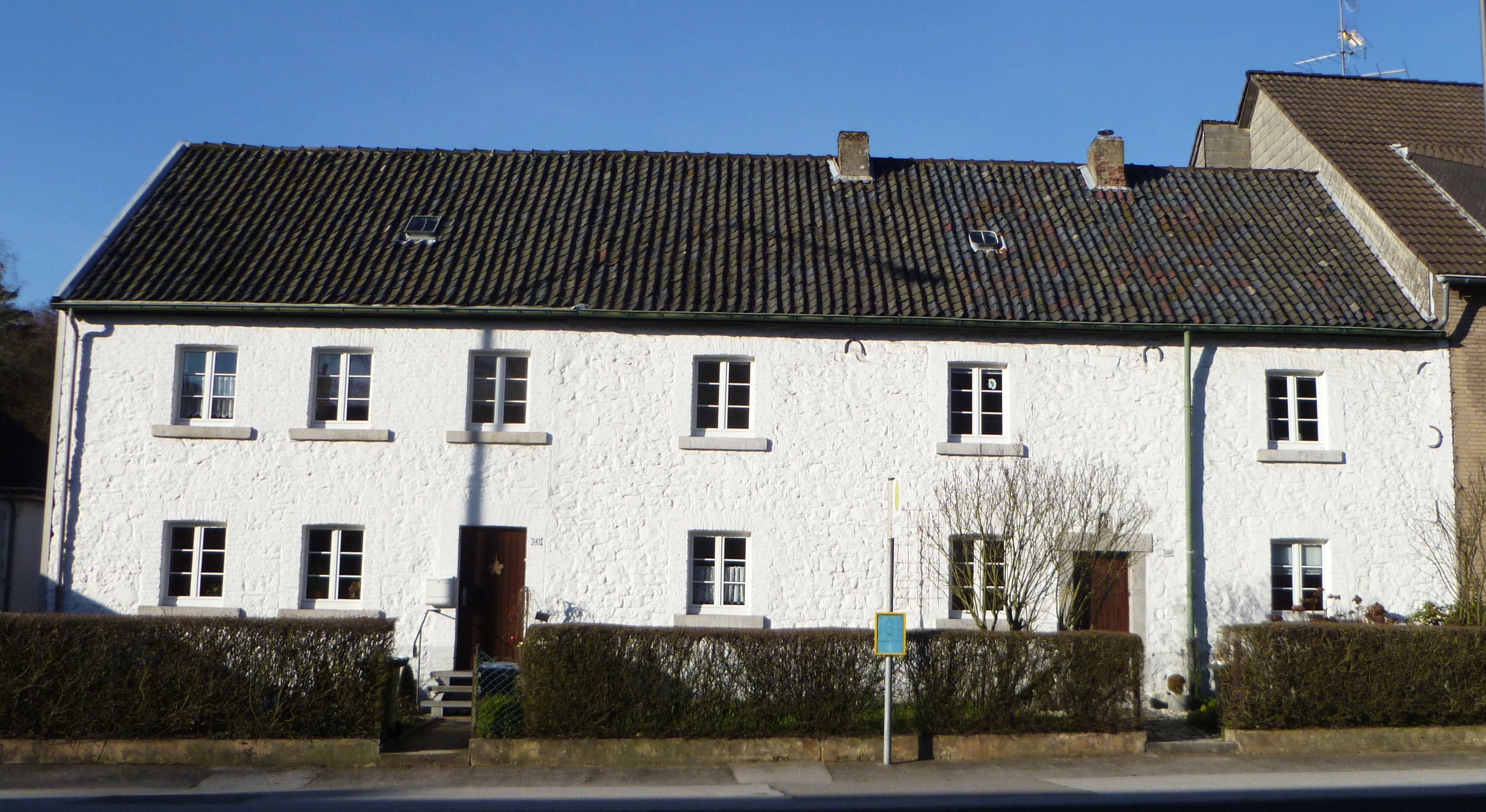
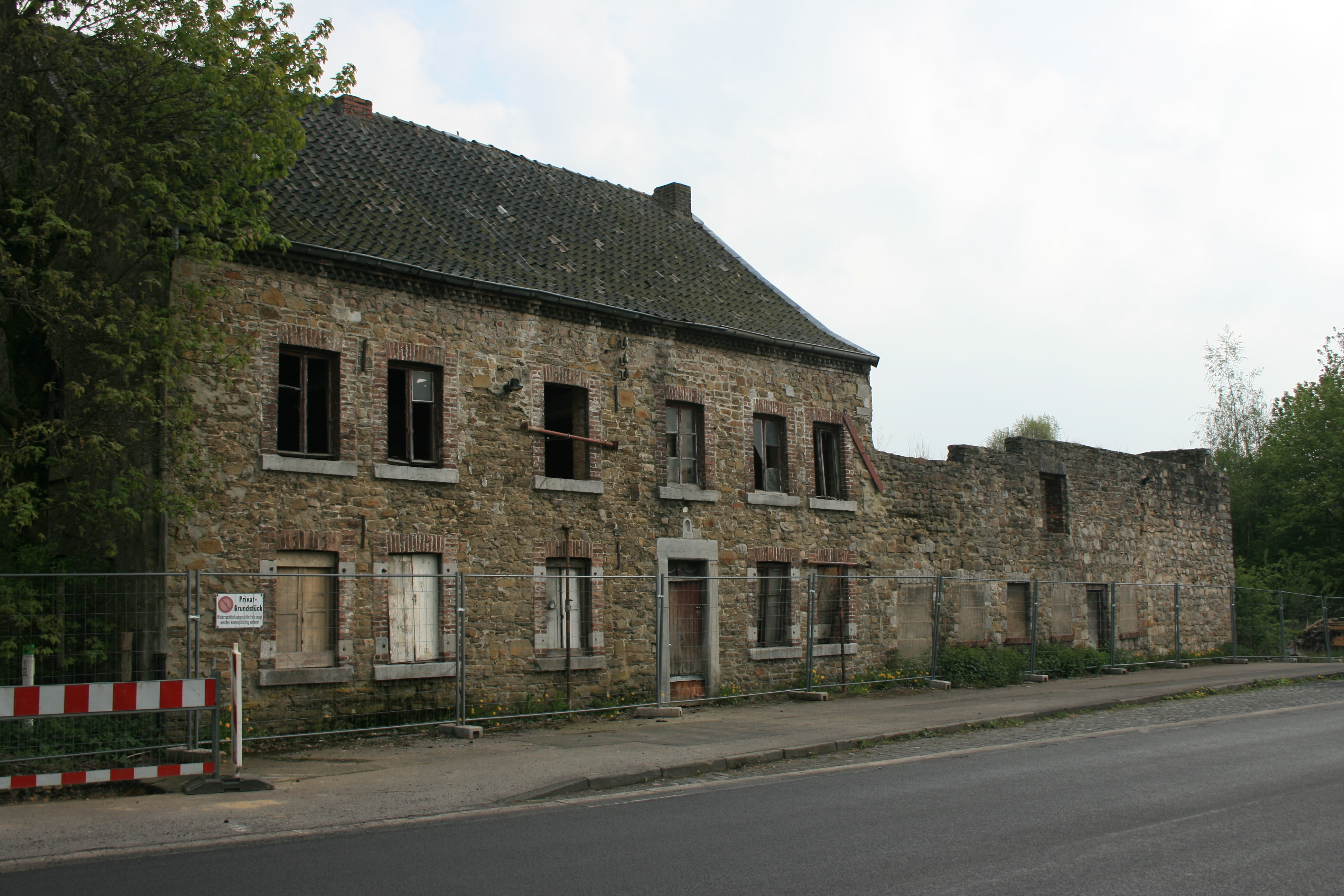
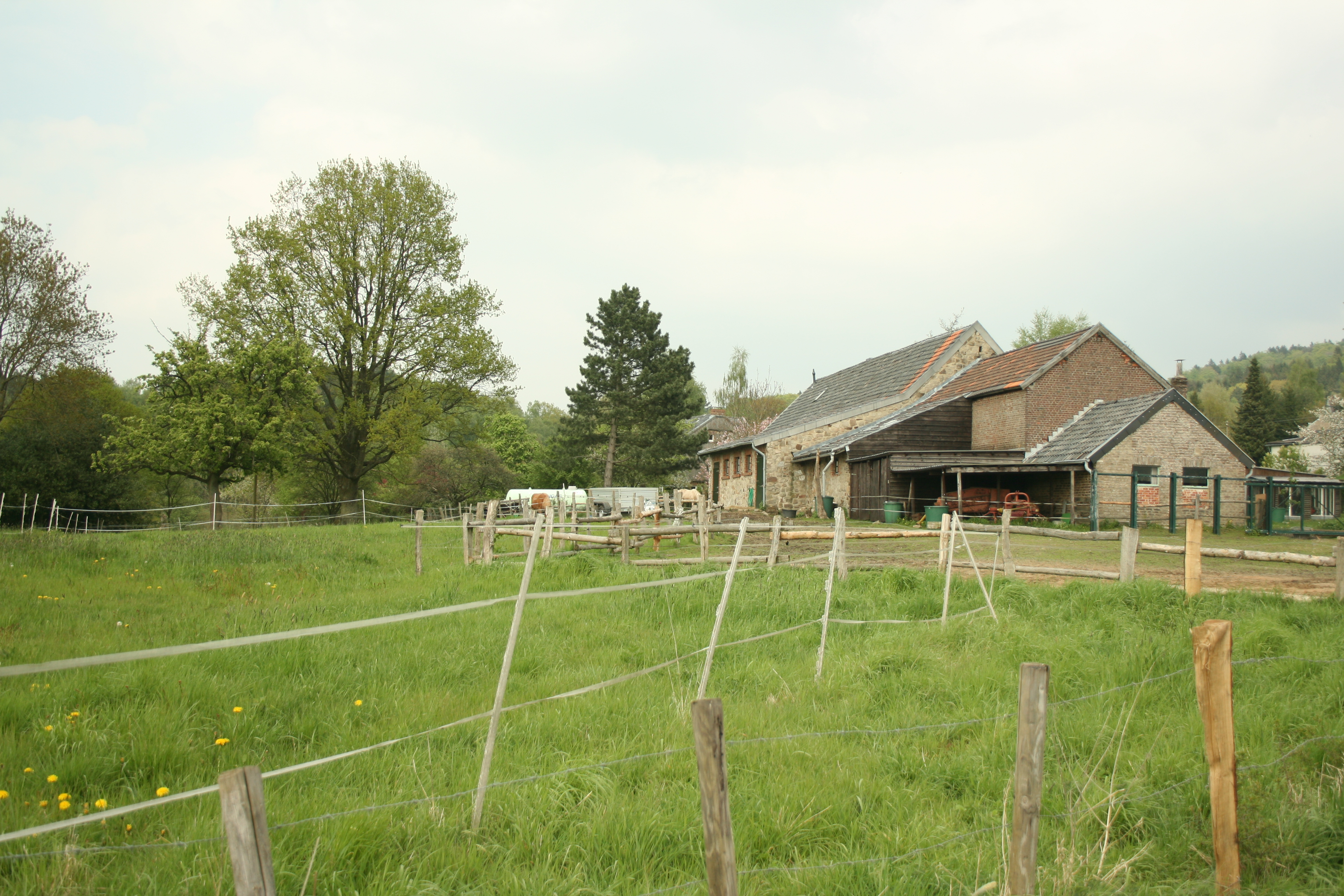
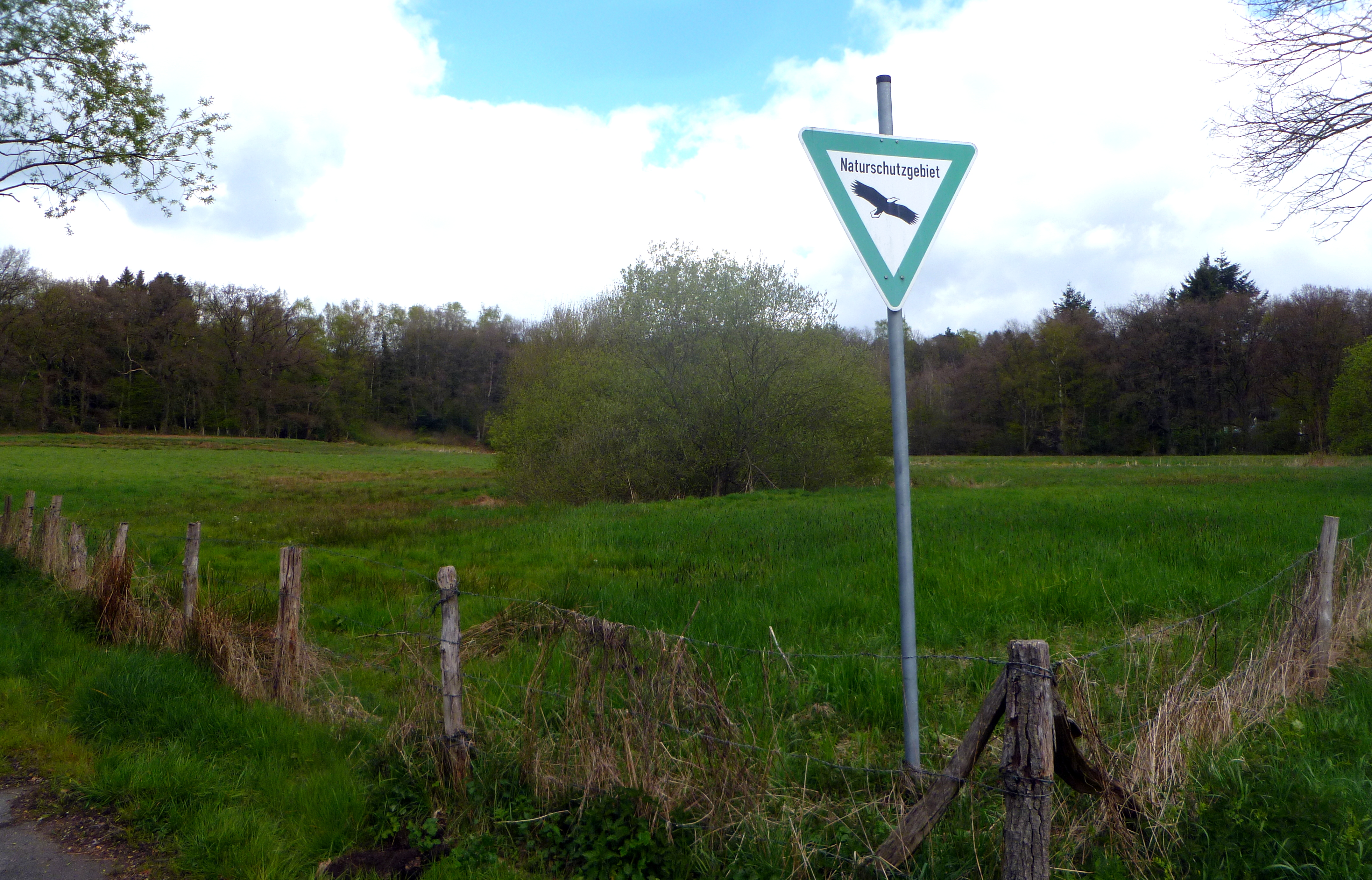
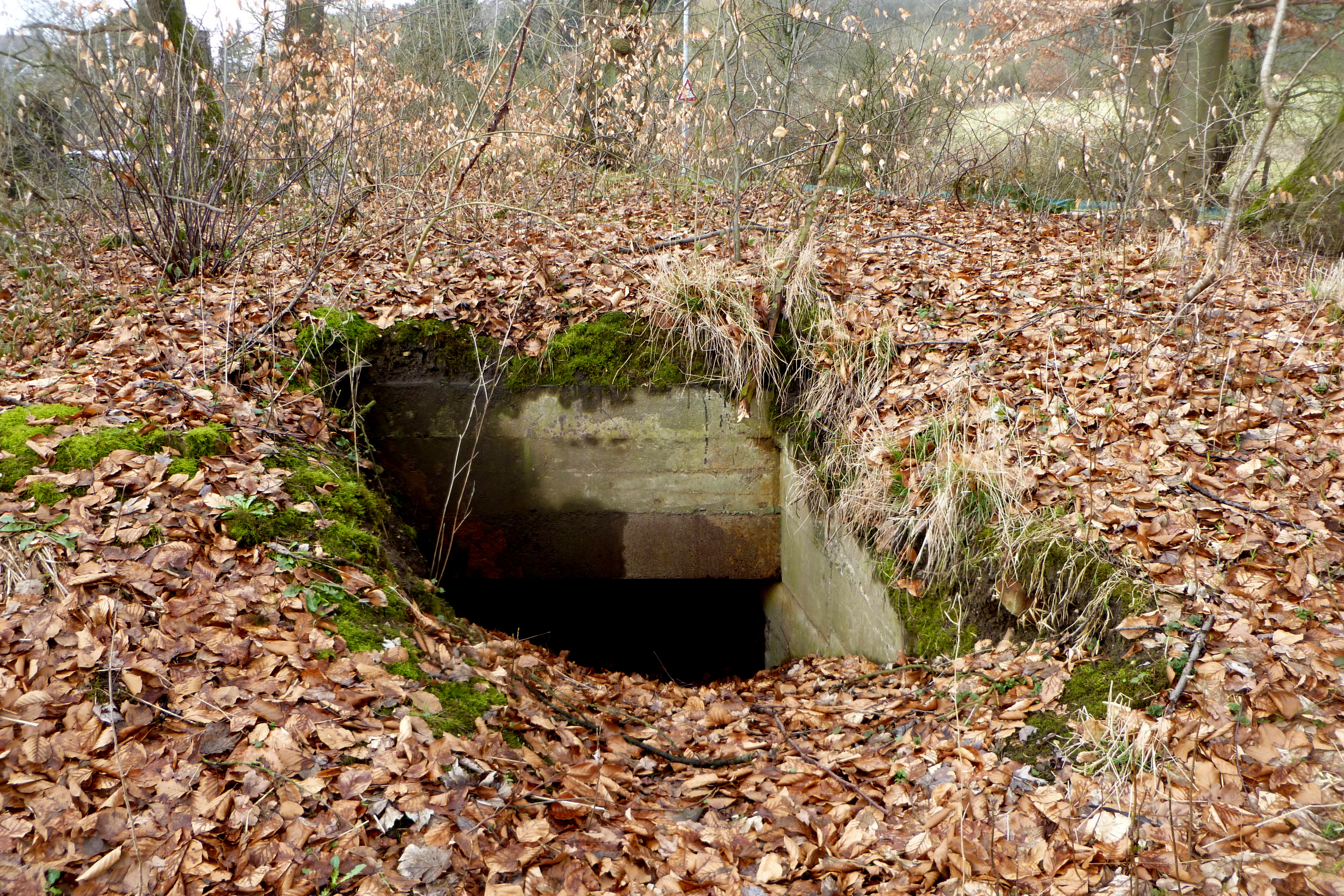
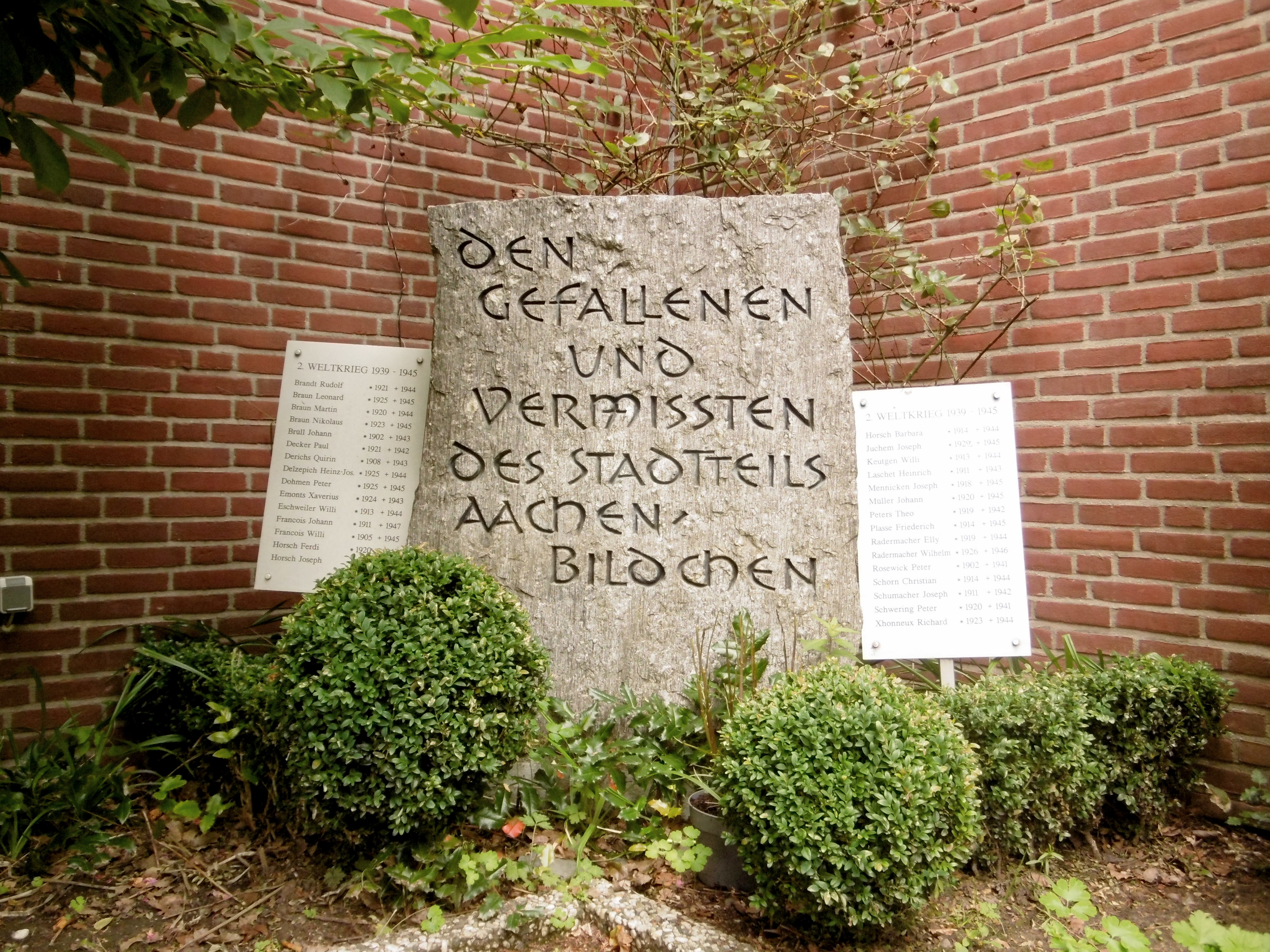